# بيتر دوريس
بيتر دوريس (بالسلوفاكية: Peter Ďuriš)‏ هو لاعب كرة قدم سلوفاكي في مركز الوسط، ولد في 10 أبريل 1981 في نيموشوفا في سلوفاكيا. شارك مع منتخب سلوفاكيا تحت 21 سنة لكرة القدم. أما مع النوادي، فقد لعب مع نادي ترنتشين ونادي سبارتاك ترنافا ونادي سبارتاك ميافا.